# Hermann Dietrich
Hermann Robert Dietrich (Elzach, 14 dicembre 1879 – Stoccarda, 6 marzo 1954) è stato un politico tedesco che servì come Ministro delle Finanze durante il periodo della Repubblica di Weimar.

## Biografia
Nel 1930, Dietrich succedette a Paul Moldenhauer come ministro delle finanze della Repubblica di Weimar. Nel bel mezzo della Grande Depressione, Dietrich divenne il "principale sostenitore" dei contratti governativi nel 1930 nel tentativo di compensare il drastico aumento della disoccupazione. Poiché i contratti erano subordinati alla riduzione dei prezzi, lui e il Consiglio economico nazionale provvisorio dovettero autorizzare la riduzione dei salari nella comunità industriale tedesca.
Dietrich, insieme agli economisti Heinrich Brüning e Adam Stegerwald, credeva fermamente che accelerare il ritmo del settore agricolo a scapito della capacità industriale della Germania avrebbe risolto la disoccupazione.
Durante la candidatura per la rielezione del presidente Paul von Hindenburg, Dietrich fu una delle poche élite nel gabinetto a cui fu impedito di parlare alle campagne di candidatura del presidente perché presumibilmente "troppo a sinistra".